# Романовка (Сорочинский район)
Романовка — село в Сорочинском городском округе Оренбургской области России.

## География
Село находится в западной части Оренбургской области, в пределах возвышенности Общий Сырт, в степной зоне, на левом берегу реки Бугай, на расстоянии примерно 25 километров (по прямой) к юго-западу от города Сорочинска, административного центра района. Абсолютная высота — 157 метров над уровнем моря.
Часовой пояс
Село Романовка, как и вся Оренбургская область, находится в часовой зоне МСК+2. Смещение применяемого времени относительно UTC составляет +5:00.

## История
До 1 июня 2015 года являлось центром ныне упразднённого Романовского сельсовета.

## Население
| 2010 | 2012 | 2013 | 2014 |
| ---- | ---- | ---- | ---- |
| 414  | ↘410 | ↘406 | ↗408 |

Половой состав
По данным Всероссийской переписи населения 2010 года в половой структуре населения мужчины составляли 46,6 %, женщины — соответственно 53,4 %.
Национальный состав
Согласно результатам переписи 2002 года, в национальной структуре населения русские составляли 98 % из 482 чел.